# Indolpium centrale
Indolpium centrale är en spindeldjursart som beskrevs av Beier 1967. Indolpium centrale ingår i släktet Indolpium och familjen Olpiidae. Inga underarter finns listade i Catalogue of Life.